# Vertigo geyeri
Vertigo geyeri é uma espécie de gastrópode da família Vertiginidae.
O nome da espécie, geyeri, foi dado em homenagem ao zoólogo alemão David Geyer (1855-1932).

## Biologia
A espécie possui um ciclo de vida anual, embora alguns animais consigam sobreviver até dois anos. Os ovos, que podem chegar até dez, levam duas semanas para o seu desenvolvimento, e são normalmente depositados no final do verão.
Os animais adultos se alimentam de algas e bactérias que crescem em meio aos restos de plantas em decomposição.

## Distribuição
Pode ser encontrada nos seguintes países: Alemanha, Áustria, Dinamarca, Eslováquia, Finlândia, Irlanda, Letónia, Lituânia, Noruega, Polónia, República Checa, Suécia, Suíça e Reino Unido.